# Rugby a 15 nel 1954

## Attività internazionale

### Altri test
| Francoforte sul Meno 21 marzo 1954 | Germania Ovest | 6 – 6 | Spagna |  |

| Grenoble 28 marzo 1954 | Francia XV | 25 – 3 | Germania |  |

| Barcellona 25 aprile 1954 | Spagna | 28 – 45 | Francia XV |  |

| Zlín 12 maggio 1954 | Cecoslovacchia | 26 – 6 | Germania Est |  |

| Kladno 15 maggio 1954 | Cecoslovacchia | 44 – 11 | Germania Est |  |

| Voorburg 30 maggio 1954 | Paesi Bassi | 3 – 6 | Belgio |  |

| Copenaghen 2 ottobre 1954 | Danimarca | 6 – 9 | Svezia |  |

| St Apol 1954 | Fiandre | 3 – 0 | Belgio |  |

## La Nazionale Italiana
Oltre alla Coppa Europa (finalista contro la Francia), l'Italia disputa un incontro contro una selezione londinese in visita in Italia
| Napoli 19 aprile 1954 | Italia | 16 – 6 | Spagna |  |

| Roma 24 aprile 1954 | Italia | 12 – 39 | Francia | Olimpico |

| Milano 8 maggio 1954 | Italia XV | 12 – 5 | London Counties |  |

## I Barbarians
Nel 1954 la squadra ad inviti dei Barbarians ha disputato i seguenti incontri:
| Northampton 4 marzo 1954 | East Midlands | 8 – 26 | Barbarians |  |

| Penarth 16 aprile 1954 | Penarth RFC | 0 – 15 | Barbarians |  |

| Cardiff 17 aprile 1954 | Cardiff RFC | 16 – 0 | Barbarians | Arms Park |

| Swansea 19 aprile 1954 | Swansea RFC | 6 – 16 | Barbarians | (Saint Helen's) |

| Newport 20 aprile 1954 | Newport RFC | 14 – 3 | Barbarians | (Rodney Parade) |

| Leicester 28 dicembre 1954 | Leicester Tigers | 13 – 22 | Barbarians | (Welford Road) |

## Campionati nazionali
| Sudafrica            | Currie Cup               | Western Province  |
| Nuovo Galles del Sud | Shute Shield             | Sydney University |
| Argentina            | Camp. di Buenos Aires    | CASI              |
|                      | Argentino                | Provincia         |
| Francia              | Campionato 1953-54       | Grenoble          |
|                      | Challenge Yves du Manoir | Lourdes           |
| Inghilterra          | Campionato delle Contee  | Middlesex         |
| Italia               | Campionato               | Rovigo            |
| Romania              | Campionato               | CCA Bucarest      |
| Spagna               | Campionato               | Barcellona        |
|                      | Copa del Rey             | SEU Madrid        |